# MacOS
macOS (anglická výslovnost [ˌmækouˈes], česká [mek os]; ve verzi 7.5–9.2 Mac OS, ve verzi 10.0–10.7 Mac OS X, ve verzi 10.8–10.12 OS X, ve verzi 10.15.2-současnost Mac OS) je operační systém pro počítače Macintosh společnosti Apple.
Systém Mac OS byl uveden s prvním počítačem Macintosh v roce 1984. Systém od svého počátku měl grafické uživatelské rozhraní podobné tomu na předchozím počítači Apple Lisa. V raných verzích podporoval pouze běh jediné aplikace, později byl přidán kooperativní multitasking. Během přechodu z procesorů řady Motorola 68000 na architekturu PowerPC byl i Mac OS převeden za pomocí emulace na novou architekturu, dokud nebude připraven nový nativní operační systém v rámci projektu Copland.
Po selhání projektu Copland byl ovšem Apple donucen nadále udržovat původní verzi Mac OS, která již nesplňovala zvyšující se požadavky na stabilitu a výkon, zatímco hledal operační systém vyvinutý mimo firmu. Východisko Apple našel odkupem společnosti NeXT svého někdejšího zakladatele Steva Jobse v roce 1997, čímž získal objektově orientovaný operační systém NeXTSTEP, založený na UNIXu. Během několika let bylo jádro NeXTSTEPu modernizováno za použití kódu z projektu FreeBSD, čímž vznikl otevřený základ pojmenovaný Darwin.
Nástupcem původního Mac OS se stal Mac OS X, který na Mac OS navazuje číslováním (X je zde bráno jako římská číslice) a částečně grafickým rozhraním, ale liší se implementací. První Mac OS X 10.0 Cheetah byl vydán 24. března 2001. Od roku 2012 byl tento operační systém přejmenován pouze na OS X a název Mac se z jeho označení vynechává. Počínaje verzí Sierra (10.12), která veřejně vyšla 20. 9. 2016, získal operační systém OS X zpět původní název v podobě macOS.
Základ systému se jmenuje Darwin a je složen z hybridního jádra unixového typu XNU spolu s množstvím BSD, GNU a dalších open source nástrojů. Nad jádrem je množina knihoven, služeb a technologií, které jsou přejaty většinou z NeXTSTEPu a předchozího operačního systému Mac OS.
Grafické uživatelské rozhraní se jmenuje Aqua a je plně graficky akcelerované. Obdobně technicky pokročilé rozhraní představil Microsoft o sedm let později ve Windows Vista pod názvem Aero. Upravenou verzi macOS pojmenovanou iOS (původně iPhone OS) využívá mobilní telefon Apple iPhone, a odvozené verze i další zařízení jako tablet iPad nebo chytré hodinky Apple Watch.
Aktuální verze macOSu je 15.0 s kódovým označením Sequoia představená 9. června 2024.
Podle aktuálních dat používá macOS přibližně 100 mil. uživatelů, zatímco Windows 400 mil. uživatelů.[zdroj?]

## Historie

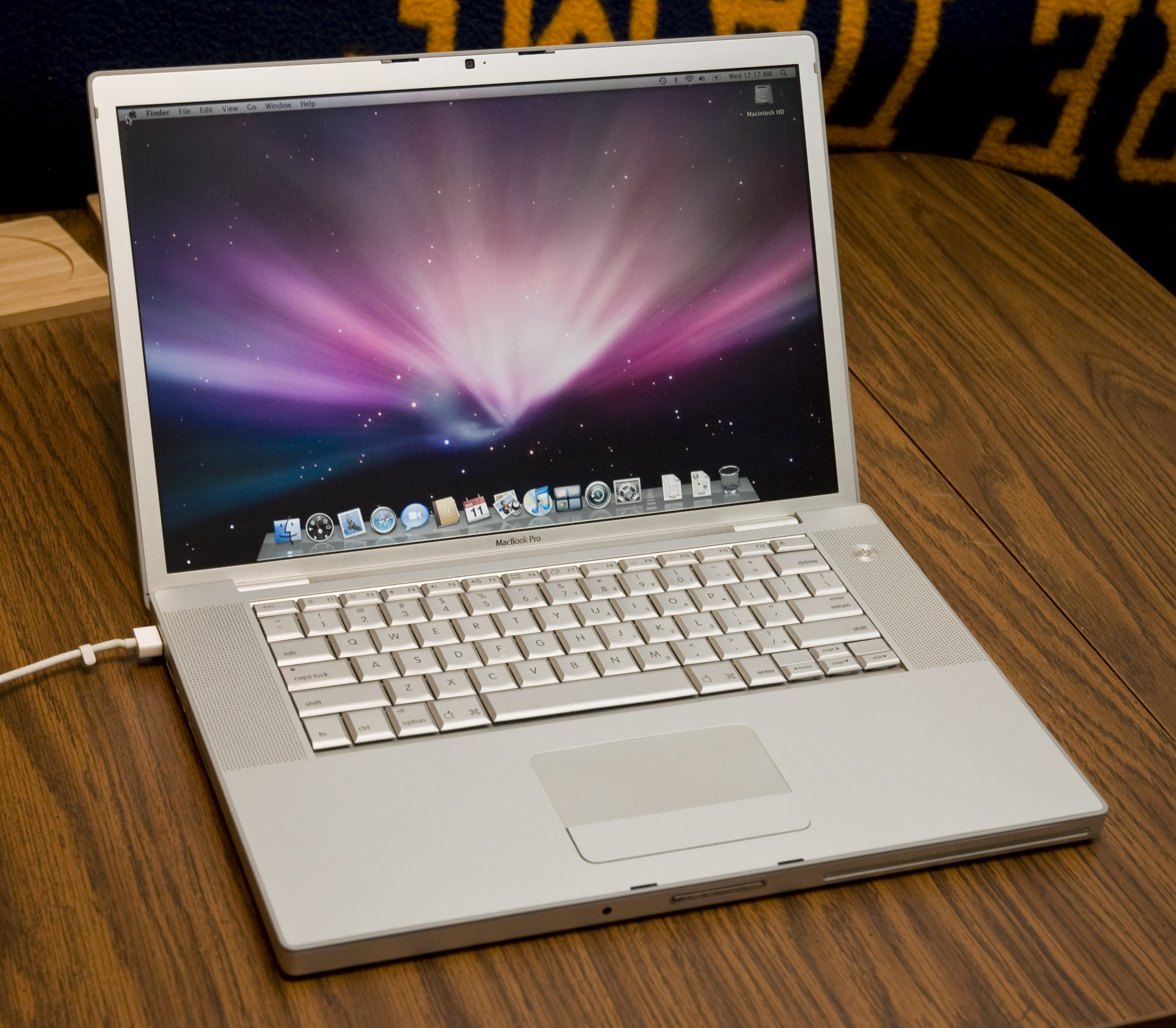
MacOS na MacBook Pro

Na počítačích Macintosh byl od jejich počátku provozován operační systém Mac OS (původně označovaný pouze System). Ten ovšem přestával v 90. letech 20. století splňovat požadavky uživatelů a hledala se náhrada. Apple vyvíjel vlastní koncept Copland, avšak nebyl schopen ho dovést do úspěšného konce, a tak byl projekt v srpnu 1996 zastaven před vypuštěním první vývojářské verze. Vážně se uvažovalo o systému BeOS, který splňoval mnoho požadovaných vlastností, avšak pro přemrštěné finanční požadavky nebyl nákup uskutečněn (původně 500 miliónů dolarů, sníženo až na 275 miliónů). Neúspěšné byly snahy využít další projekty – Windows NT, Solaris, TalOS (společně s IBM) a A/UX.
Po neúspěšných jednáních o koupi systému BeOS byla v únoru 1997 zakoupena za 427 milionů dolarů společnost NeXT, kterou vlastnil zakladatel Apple Steven Paul Jobs. Systém vycházející z NeXTSTEPu byl pojmenován Rhapsody a po jeho spojení s technologiemi z původního Mac OS a dalšími unixovými komponentami z různých zdrojů byl v březnu 1999 vydán jako Mac OS X Server 1.0. Zároveň byl jeho unixový základ vydán pod smíšenou open source licencí jako Darwin 0.1.
První skutečný Mac OS X orientovaný na uživatele byl vydán v roce 2000 a oficiálně uveden do prodeje jako Mac OS X 10.0 Cheetah v březnu 2001. „X“ v názvu operačního systému označuje sounáležitost s Unixem (stejně jako v případě Linuxu nebo NeXTSTEPu) a zároveň evokuje návaznost na Mac OS 9 tím, že X můžeme považovat za římskou číslici 10 (v angličtině se X v názvu Mac OS X čte „ten“, tedy deset).
Základem Mac OS X je hybridní jádro XNU (anglicky X is Not Unix), které je složeno z mikrojádra Mach 4.0 (komunikuje s hardware a stará se o správu paměti, vláken a procesů a podobně) a obalu v podobě FreeBSD, s kterým se snaží být kompatibilní. Jádro spolu s dalšími komponentami tvoří systém Darwin. Přestože je v základu použit BSD systém, je použit například bash a vim, přestože ve FreeBSD naleznete csh a vi.
Na základech BSD Unixu byl vytvořen a v roce 1989 uveden předchůdce dnešního Mac OS X – NeXTSTEP – objektově-orientovaný operační systém od firmy NeXT. Jejím majitelem byl jeden ze zakladatelů Apple Computer Steve Jobs, který po neshodách ve firmě Apple v roce 1986 odešel. Počítače NeXT i operační systém NeXTSTEP se však na trhu neudržely pro vysoké ceny.
V roce 1999, tedy deset let po vzniku NeXTSTEPu, přichází Apple s Mac OS X. Na trh, do plného nasazení se dostává v roce 2000 ve verzi 10.0. Ta se však stala terčem kritiky pro nedopracovanost a celkovou pomalost (ač bylo její kódové označení Cheetah, česky tedy gepard). Apple rychle reagoval na připomínky uživatelů a další updaty systému se de facto opíraly právě o přání uživatelů.
Mac OS X umožňuje zpětnou kompatibilitu s původním OS 9.2 pod virtuálním počítačem na Macích s procesory architektury RISC – PowerPC G3, G4 a G5. S příchodem procesorů Intel Core (Solo, Duo, 2 Duo atd.) do počítačů Apple v roce 2006 je pak bez problémů možné spustit OS Microsoft Windows a distribuce dalších operačních systémů určené pro x86.

## Vazba na Apple Macintosh
Systém macOS je plně přizpůsoben počítačům Macintosh. Ačkoliv na Macích můžete spustit Windows, opačně to možné není. Politika Applu – vývoj vlastního hardwaru i softwaru eliminují problém s jejich nekompatibilitou. Apple nehodlá umožnit spuštění macOS na PC (= počítač platformy x86, který nepoužívá UEFI a není elektronicky označen jako Mac). Přesto je možné (nelegálně) na některých PC operační systém macOS rozběhnout. Tato verze se kvůli svému způsobu vzniku (hackerská úprava části kódu) někdy nazývá Hackintosh.

## Dodávané aplikace (výběr)
Těsněji spjaté se systémem
- Automator – jednoduché programování posloupnosti akcí
- Capture – snímání části obrazovky
- Dashboard – zobrazení miniaplikací (widgetů)
- Front Row – rozhraní pro přístup k multimediálnímu obsahu pomocí dálkového ovladače (Apple Remote), jen do verze 10.6
- iSync – synchronizace mobilními telefony ap. třetích stran (jen do verze 10.5)
- Kniha písem (Font Book) – správa nainstalovaných písem
- Náhled (Preview) – zobrazení obrázků a PDF
- Přenos obrázků (Image Capture) – přenos multimédií z externích zařízení (telefonů, karet, skenování ap.)
- Spaces – virtuální plochy, integrováno do Mission Control
- Time Machine – zálohovací systém
- AppleScript – skriptovací jazyk navržený pro použití koncovými uživateli
- Homebrew – správce softwarových balíčků v příkazové řádce

Další uživatelské aplikace
- HomeKit – ovládání domácnosti
- Mac App Store – obchod s aplikacemi
- DVD přehrávač
- Kalendář – kalendář používající iCalendar
- Kalkulačka
- Mail – emailový klient
- Photo Booth – fotografování pomocí webkamery s efekty
- Připomínky (Reminders) – připomínky
- Poznámky (Notes) – jednoduchý zápisník
- Safari – prohlížeč internetu
- Kontakty – adresář kontaktů
- Slovník (Dictionary) – integrovaný anglický slovník s možností přidat další
- Šachy (Chess)
- TextEdit – jednoduchý textový editor
- QuickTime X – přehrávač médií
- Zprávy (Messages) – posílání zpráv (IM), nahrazuje iChat

iLife – multimediální balík
nové verze nejsou (kromě iTunes) součástí aktualizací systému
- Garage Band – tvorba a úprava hudby
- iMovie – střih a zpracování videa
- Photos – zpracování fotografií
- iTunes – správa a obchod s hudbou, synchronizace s přenosnými zařízeními Apple (iPod, s iOS), App Store
- iWeb – tvorba internetových stránek; jen do verze 10.6

## Verze
Hlavní verze byly pojmenovávány podle velkých kočkovitých šelem. Aby bylo zachováno číslo 10 (římská číslice X) v označení verze, číslují se hlavní verze Mac OS X desetinnými čísly (10.0, 10.1, 10.2 atd.) namísto celých čísel, obvyklých u jiných systémů. (Časové odstupy mezi těmito verzemi zhruba odpovídají odstupům ve vydávání hlavních (celočíselných) verzí někdejšího Mac OS.). Od verze OS X 10.9 Mavericks se hlavní verze pojmenovávají podle míst v Kalifornii (Mavericks, Yosemite, El Capitan, atd.).

MacOS logo

### „Classic“ Mac OS
1984–1987
- Systém 1
- Systém 2
- Systém 3
- Systém 4

1988–1999
- Systém 5 (multitasking)
- Systém 6 (32bitový)
- Systém 7 (7.5 poprvé označen jako Mac OS)
- Mac OS 8 (HFS+)
- Mac OS 9 (API, Carbon)

### Pracovní verze
Mac OS X DP
- Vydán 10. květen 1999
- Přesun k BSD – vznik jádra operačního systému Darwin
- Obsahuje Mac OS 9.1, který je spuštěn jako virtuální počítač
- GUIdebook: Galerie uživatelského rozhraní

Mac OS X DP2
- vydán listopad 1999
- Ars Technica: Mac OS X DP2
- GUIdebook: Galerie uživatelského rozhraní

Mac OS X DP3
- Vydán únor 2000
- Verze představená veřejnosti Stevem Jobsem na Macworldu 2000 (viz video: 1. díl, 2. díl, 3. (poslední) díl)
- Nové grafické uživatelské rozhraní Quartz/Aqua
- Ars Technica: Mac OS X DP3
- GUIdebook: Galerie uživatelského rozhraní

Mac OS X DP4
- Vydán 15. květen 2000
- Ars Technica: Mac OS X DP4
- GUIdebook: Galerie uživatelského rozhraní

Mac OS X Public Beta
- Vydán 13. září 2000
- Ars Technica: Mac OS X Public Beta
- GUIdebook: Galerie uživatelského rozhraní

### Mac OS X 10.0 Cheetah
- Vydán 24. březen 2001
- Ars Technica: Mac OS X 10.0
- GUIdebook: Galerie uživatelského rozhraní

### Mac OS X 10.1 Puma
- Vydán 25. září 2001
- Ars Technica: Mac OS X 10.1
- GUIdebook: Galerie uživatelského rozhraní

### Mac OS X 10.2 Jaguar
- Vydán 23. srpna 2002
- Vylepšená podpora pro síť Microsoft Windows
- Quartz Extreme pro vytváření grafiky přímo v grafické kartě
- Přizpůsobivý antispamový filtr e-mailu
- Systémová schránka pro ukládání kontaktních informací v novém Apple Address Book
- Apple Rendezvous – síťování
- iChat – program pro instant messaging s oficiální podporou AOL Instant Messenger klientů
- Opět vylepšený Finder s možností vyhledávání přímo v každém okně
- Nové funkce pro handicapované – Apple Universal Access
- Sherlock 3: Web services (viz Watson)
- Zvýšení rychlosti celého systému
- Od této verze začal marketing Apple využívat interní kódové označení (v tomto případě „Jaguar“) i směrem k veřejnosti
- Ars Technica: Mac OS X 10.2
- GUIdebook: Galerie uživatelského rozhraní

### Mac OS X 10.3 Panther
- Vydán 24. říjen 2003
- Aktualizace Finderu, obsahující kovový vzhled a rychlé hledání
- Exposé – nový systém pro manipulaci s okny
- Rychlé přepínání uživatelů, které umožňuje zachovat přihlášení stávajícímu uživateli, zatímco se přihlásí nový uživatel
- iChat AV – videokonferenční software
- Zlepšené generování PDF pro extrémně rychlé zobrazení PDF
- Vestavěná podpora pro faxování
- Vylepšena kompatibilita s Microsoft Windows
- FileVault – transparentní šifrování domovské složky uživatele za běhu
- Zvýšena rychlost celého systému s lepší podporou pro G5
- Tiskový systém CUPS
- Ars Technica: Mac OS X 10.3
- GUIdebook: Galerie uživatelského rozhraní

### Mac OS X 10.4 Tiger
- Vydán 29. duben 2005
- Dashboard – přídavná plocha s widgety[6]
- Spotlight – vyhledávání na disku počítače[7]
- První verze Mac OS X pro procesory Intel

### Mac OS X 10.5 Leopard
- Vydán 26. říjen 2007
- Finder vybaven zobrazením Cover Flow[8]
- Quick Look pro zobrazení obsahu souborů bez otvírání aplikace[9]
- Time Machine (překl. Stroj času) – program pro archivaci, zálohování a obnovu dat[10]
- Integrace Boot Campu – podpora pro instalaci a spouštění Microsoft Windows[11]
- Spaces – správce virtuálních pracovních ploch[12]

### Mac OS X 10.6 Snow Leopard
- Vydán 29. srpen 2009[13]
- První plně 64bitový Mac OS X pro procesory Intel
- Nepodporuje již procesory PowerPC (G3/G4/G5)
- Většina systémových aplikací je 64bitová
- Možnost použití 64bit kernelu (mohou se vyskytnout problémy se starými 32bit doplňky jádra (Kernel Extension), proto výchozí kernel je 32bitový)
- Grand Central Dispatch – systémová podpora pro programování vícevláknových aplikací
- OpenCL – systémová podpora pro využití výkonu grafické karty v negrafických aplikacích
- Plně integrované vícedotykového ovládání
- Finder kompletně v Cocoa (místo Carbonu v předchozích verzích)
- Kompatibilita se souborovým systémem ZFS
- Možnost zapisovaní dat do souborového systému NTFS
- JavaScriptový vývojový rámec SproutCore
- Podpora Microsoft Exchange Server 2007 v aplikacích Mail, iCal a Address Book
- Nízkoúrovňový virtuální stroj (LLVM)
- Možnost ukládání webových stránek aplikací v Safari jako offline webové aplikace
- Menší objem dat instalovaného systému díky instalaci ovladačů pouze aktuálních tiskáren, volitelnou instalací PowerPC emulace (Rosetta) aj.
- QuickTime X s podporou velkého množství kodeků, možností nahrávání obrazovky (screencasting), přímého nahrání videí na YouTube a exportování videí pro iPod či Apple TV
- Teoretická možnost rozšíření RAM až na 16 EB[14]

### Mac OS X 10.7 Lion
- Vydán 20. červenec 2011
- Poprvé představená 20. října 2010
- Zcela 64bitový systém – na rozdíl od Mac OS X 10.6 je 64b kernel výchozím kernelem na všech podporovaných počítačích
- Veškeré systémové aplikace jsou 64b (většina je pouze 64b, avšak některé z důvodu zachování kompatibility s nižšími verzemi systému jsou 32/64b např. iTunes)
- Mac App Store – jednotný distribuční kanál aplikací pod správou Applu
- Launchpad – způsob spouštění aplikací vycházející z iPadu
- Mission Control – sloučení Dashboardu, Exposé a Spaces do jednoho celku
- Multidotyková gesta – přibývají nová multidotyková gesta prováděná pomocí trackpadu
- Fullscreenové aplikace – některé aplikace je možno používat ve fullscreen módu
- Versions – možnost procházet starší verze dokumentu
- Auto Save – dokument se automaticky ukládá
- Resume – aplikaci otevřete ve stejném rozmístění oken a kurzorů, jako před zavřením okna
- Přepracovaný Mail, iCal a Address Book – aplikace jsou přepracovány do stylu z iPadu
- AirDrop – pomocí této funkcí můžete posílat soubory do nedalekých počítačů Apple
- Čeština – systém je dostupný plně v češtině
- používá X.org server verze 1.10.x[15]

### OS X 10.8 Mountain Lion
- Vydán 19. červenec 2012
- Hlubší podpora iCloud
- Převzetí funkcí a aplikací z iOS:
  - Aplikace Reminders (Připomínky)
  - Aplikace Notes (Poznámky)
  - Notifikační centrum
  - Integrace Twitteru a Facebooku
- Z názvu OS X 10.8 byla vypuštěna zkratka Mac a firma Apple již chce dále vydávat operační systém jen pod tímto zkráceným názvem.

### OS X 10.9 Mavericks
- Vydán 22. říjen 2013
- Převzetí funkcí a aplikací z iOS:
  - Mapy
  - iBooks
- Změny v Safari:
  - Každou kartu obsluhuje samostatný proces
  - Postranní pruh se záložkami, seznamem ke čtení a sdílenými odkazy
  - Vylepšení výkonu a snížení paměťových nároků
- Systémový správce hesel Keychain může synchronizovat hesla mezi více počítači přes iCloud
- Nezávislost jednotlivých monitorů, pokud se jich používá víc současně
- Štítky pro organizaci souborů
- Výrazně změněná správa paměti
- Zaměření systému na co nejnižší spotřebu energie

### OS X 10.10 Yosemite
- Vydán 16. října 2014.
- Kompletně předesignované prostředí, které je teď ploché, minimalističtější a tmavší. Je možné volit mezi světlým a tmavým tématem.
- Oznamovací centrum podporuje widgety.
- Spotlight se zobrazuje uprostřed obrazovky a má nové funkce.
- Nový iCloud Drive – přímá konkurence Dropboxu nebo Google Drive, po propojení s e-mailovým klientem je přes něj možné automaticky posílat až 5 GB velké přílohy (uchované po dobu 30 dní) bez jakéhokoliv složitějšího zásahu ze strany uživatele.
- Nová funkce Continuity, která umožňuje například dokončit e-mail rozepsaný na iPhonu z Macu nebo naopak, také podporuje záložky v Safari, knihy v iBooks a další.
- Při užívání Macu a iPhonu ve stejné LAN je možné z Macu přijímat hovory pomocí iPhonu bez nutnosti přímé obsluhy iPhonu.
- Stejně jako předchozí verze s označením Mavericks je i Yosemite pro stávající uživatele zdarma.

### OS X 10.11 El Capitan
- Vydán 30. září 2015.
- Prostředí je zachováno z minulé verze. Došlo ke změně systémového fontu na San Francisco.
- Hlavní změny se odehrály uvnitř systému. Byl zlepšen výkon. Pro zlepšení efektivity práce s grafickým čipem byla použita technologie Metal. Vykreslování grafiky má být dle tvrzení Apple až o 40 % efektivnější.[16]
- Spotlight nově vyhledává i na webu
- Mission Control umožňuje tzv. Split View, tedy 2 aplikace v celoobrazovkovém režimu na obrazovce najednou
- Upraveny dodávané aplikace např.: Poznámky, Safari, Mail, Fotky, Mapy, aj.

### macOS 10.12 Sierra
- Nový macOS Sierra byl oznámen na konferenci Applu WWDC 2016, tento systém vyšel na podzim 2016[17]
- Přináší podporu Siri na Mac
- Nové možnosti organizování fotek v aplikaci Fotky
- Podpora funkce platby Apple Pay ze zařízení iPhone
- Možnost odemknutí Mac z Apple Watch
- Univerzální clipboard umožňuje kopírovat text, obrázek apod. a vložit jej přímo do Macu
- Rozšířená funkce iCloud Drive, automaticky optimalizuje volné místo na Mac
- Rozšířená podpora Emoji ve Zprávách
- Vylepšená služba Apple Music v iTunes
- Možnost použití panelů ve většině aplikací a podpora funkce PiP pro sledování videa v režimu celé obrazovky
- Beta podpora Apple File System, nový filesystem Apple, nahrazujíci HFS+

### macOS 10.13 High Sierra
- Oznámen během konference Apple WWDC 2017, vydán 25. září 2017
- Ostrá verze Apple File System, který definitivně nahrazuje HFS+
- Nový standard HEVC pro video, který nahrazuje starší H.264
- Aktualizace aplikací Mail, Safari a Fotky

### macOS 10.14 Mojave
- Oznámen během konference Apple WWDC 2018, vydán 24. září 2018
- Novinky v operačním systému macOS Mojave[18]:
  - dark mode
  - dynamická tapeta plochy, která se mění podle denní doby
  - skupinové videohovory přes FaceTime
  - nové funkce ukládání snímku obrazovky
  - integrace se smart home (Inteligentní dům)

### macOS 10.15 Catalina
- Oznámen během konference Apple WWDC 2019, vydán 7. října 2019
- Novinky v operačním systému macOS Catalina[19]:
  - Konec iTunes
  - Konec podpory 32bit aplikací
  - Přidány aplikace Music, TV, Find My a Podcast
  - Projekt Catalyst přenášející iPad aplikace na macOS[20]
  - Sidecar umožňující využít iPad jako další display (jen u nových MacBooků – USB-C a iPadů)
  - Čas u obrazovky

### macOS 11.0 Big Sur
- Oznámen během konference Apple WWDC 2020, vydán 12. listopadu 2020[21]
- Novinky v operačním systému macOS Big Sur[19]:
  - Předělaný celý design operačního systému
  - Všechny ikony byly synchronizovány a předělány, aby více připomínaly zbytek operačních systémů Apple
  - Přidáno ovládací centrum podobné tomu na iOS nebo iPadOS
  - Více aplikací v projektu Catalyst
  - Příprava přesunu Maců z Intel procesorů na vlastní Apple Silicon (podpora jak aplikací na Intelu, tak aplikací na Apple Silicon)
  - Nové Safari zaměřující se na bezpečnost a soukromí uživatelů

### macOS 12.0 Monterey

MacOS Monterey wordmark

- Oznámen během konference Apple WWDC 2021, vydán 25. října 2021[22]
- Novinky v operačním systému macOS Monterey:
  - FaceTime:
    - Prostorový zvuk
    - Izolace hlasu
    - Široké spektrum

  - Safari
    - Skupinové panely pro přehlednější zobrazení
    - Kompaktnost zobrazení

  - Funkce Soustředění, umožnující omezit oznámení a interakci s rozptylujícím softwarem
  - Živý text
  - Nové funkce pro uchování soukromí

### macOS 13.0 Ventura
- Systém macOS Ventura byl oznámen na konferenci WWDC 6. června 2022 a vydán 24. října 2022.[23]

- Novinky v systému macOS Ventura[24]
  - Safari
    - Možnost překladu textu v obrázku na webu

  - Zprávy
    - Možnost vrácení odeslané zprávy
    - SMS Zprávu nebo iMessage lze označit jako nepřečtenou
    - Možnost úpravy odeslané zprávy

  - Mail
    - Možnost vrácení odeslaného E-mailu

  - Aplikace Počasí
  - Nová aplikace Hodiny
  - Spotlight Quick Look

### macOS 14.0 Sonoma
Systém macOS Sonoma byl oznámen na konferenci WWDC 6. června 2023

### macOS 15.0 Sequoia
Systém macOS 15 Sequoia je aktuální verze macOS, která byla představena na konferenci WWDC 2024 a vyšla 16. září 2024. Apple se v ní již zaměřuje spíše na optimalizaci pro čipy Apple Silicon. Byla přidána možnost zrcadlení telefonu.